# Periodonikes
Il titolo Periodonikes (περιοδονίκης) veniva attribuito agli atleti che riuscivano a primeggiare in tutti e quattro i giochi Panellenici nei quattro anni di ciclo dei giochi.
Nel corso dei secoli sono stati 46 atleti che sono riusciti ad essere insigniti con il titolo onorifico di periodonikes. Tra questi il famoso lottatore Milone dalla città di Crotone, e il pugile Diagora di Rodi e suo figlio Dorieo, nel pancrazio.

## Elenco dei Periodonikes (incompleto)
- Milone di Crotone - lotta
- Diagora di Rodi - pugilato
- Dorieo - pancrazio
- Tiberio Claudio Rufo di Smirne o Salamina - pancrazio CCXV Olimpiade
- Tiberio Claudio Patrobio di Antiochia - lotta
- Tiberio Claudio Artemidoro di Tralles - pancrazio CCXII Olimpiade
- Publio Elio Aurelio Serapione di Efeso - trombettieri CCXLIX Olimpiade
- Aurelio Febammone d'Egitto - pancrazio CCL Olimpiade
- Marco Aurelio Asclepiade di Alessandria - lotta
- Astianasse di Mileto- pancrazio
- Archippo di Mitilene- pugilato CXX Olimpiade
- Antenore di Mileto - pancrazio CXVIII Olimpiade
- Agia di Farsalo - pancrazio LXXIV Olimpiade
- Marco Aurelio Crisippo di Smirne - lotta CCXXXVI Olimpiade
- Marco Aurelio Demetrio di Alessandria - pancrazio CCXXXIII Olimpiade
- Chilone di Patrasso - lotta
- Aurelio Metrodoro di Cizico - lotta CCXXXIII Olimpiade
- Publio Elio Artema di Laodicea - gare per Araldi CCXXXIX Olimpiade
- Publio Elio Alcandride di Sparta - stadio
- Tito Elio Aurelio Apollonio di Tarso - gare per Araldi CCXXXVI Olimpiade
- Leonida di Rodi - stadio